# Acleris laterana
Acleris laterana es una especie de polilla del género Acleris, tribu Tortricini, familia Tortricidae. Fue descrita científicamente por Fabricius en 1794.
Se distribuye por Dinamarca, Escandinavia y Reino Unido. El período de vuelo ocurre en los meses de agosto y septiembre.

## Descripción
Posee una longitud de 10 milímetros y su envergadura es de 15-20 milímetros. Suele ser encontrada en bosques.